# ميشيل كولون
ميشيل كولون Michel Collon صحافي وكاتب بلجيكي، بدأ مشواره المهني في الإسبوعية البلجيكية سوليدير وبعدها تابع عمله كصحافي وباحث مستقل فقام بإصدار كتب وأفلام إضافة إلى جريدة إلكترونية newsletter ترسل إلى 40 ألف مشترك. مقرب من حزب العمل البلجيكي ومعروف بموافقه المناهضة للسياسة الأمريكية. قام بتنطيم حملات مراقبين مدنيين في كل من يوغسلافيا السابقة والعراق، وهو عضو في المؤتمر المعادي للإمبريالية Axis for Peace (محور من أجل السلام) حيث يضم هذا التجمع مثقفين علمانيين من مختلف الجنسيات معادين لحركة المحافظين الجدد وما تمثله من تأثير في السياسة الخارجية للولايات المتحدة الأمريكية وفي السياستين الداخلية والخارجية لدولة إسرائيل.

## من آرائه
- «تحالف الشمال ليس أفضل من طالبان، وقائده المتوفى مسعود كان قد فرض هو الآخر تطبيق الشريعة الإسلامية في كابل عام 94...من المعروف أن قادة التحالف يغيرون تحالفاتهم بأسرع وقت لأنهم وقبل كل شيء قادة حرب يشكلون طبقة اجتماعية تعيش من الحرب والنهب... كل ما تسعى إليه واشنطن هو قيام حكومة موالية لها كما فعلت من قبل في بلغراد مثلا نظام يطبق قرارات صندوق النقد الدولي والسياسات الغربية... موافقة الاتحاد الأوروبي في الحرب الدائرة بأفغانستان يجعله شريكا في المجازر التي ترتكب بحق الشعب الأفغاني. وما الوعود بالمساعدة في بناء الاقتصاد الأفغاني كما فعل من قبل مع يوغسلافيا سوى وعود كاذبة. فأوروبا تسعى فقط إلى الحصول على مقعد في طاولة تقسيم هذه المنطقة من آسيا الغنية بالبترول... لا سلام ولا أمن ولا تقدم في أفغانستان دون انسحاب القوات الأجنبية ووقف التدخل الخارجي في شؤون هذا البلد». عن الحرب في أفغانستان لصحيفة سوليدير البلجيكية نوفمبر 2001.[1]
- خلال زيارته للعراق عام 2002 مع مجموعة تضم 120 ناشطا أوروبيا للتعبير عن معارضتهم لأي هجوم عسكري أميركي على العراق، صرح كولون بأن الموقف الرسمي في أوروبا ووسائل الإعلام الغربية مخطئ في تقييمه للعراق، وقال إن هذا الموقف «ينظر إلى العراق بوصفه خطرا في حين أرى الآن أن العدوان الإسرائيلي هو مكمن الخطر الحقيقي في الشرق الأوسط». وأضاف «نريد أن نطلع الرأي العام العالمي على الوضع الحقيقي في العراق وأنه ليس هناك من سبب لشن حرب عليه».[2]
- في مقابلة تلفزيونية على القناة الفرنسية الثالثة France 3 وبتاريخ 3 ديسمبر 2008 صرح كولون بأن «إسرائيل هي الدولة الأكثر عنصرية في العالم» مستشهداً بتصريحات متطرفة لقادةٍ إسرائيليين، ذاكراً على سبيل المثال وصف الوزير وقائد أركان الجيش الإسرائيلي الأسبق رافائيل إيتان للعرب بأنهم «صراصير مسممة داخل زجاجة». جريدة النيو يورك تايمز (14 أبريل 1983). وأيضاً تصريح لرئيس الوزراء الإسرائيلي الأسبق مناحيم بيغن يقول فيه أن «الفلسطينيين هم دواب تمشي على رجلين» في خطاب له أمام الكنيست ذكره عامون كابيلوك الصحافي الفرنسي الإسرائيلي (بيغن والدواب) (25 يونيو 1982). وغيرها.[3]

## مؤلفاته
- Attention, médias ! Médiamensonges du Golfe - Manuel Anti-manipulation, EPO, Bruxelles, 1992 
  - احذروا الإعلام! إعلام الكذب في الخليج بروكسل 1992.
- Poker menteur, Les grandes puissances, la Yougoslavie et les prochaines guerres, EPO, Bruxelles, 1998
  - بوكر كذاب، القوى العظمى، يوغسلافيا والحروب المقبلة بروكسل 1998.
- Monopoly, L'Otan à la conquête du monde, EPO, Bruxelles, 2000 
  - احتكار، الناتو وغزو العالم بروكسل 2000.
- L'Empire en guerre, (ouvrage collectif), Le Temps des Cerises, Paris, 2001 
  - الامبراطورية في حرب، (عمل جماعي)، وقت الأزمات. باريس 2001.
- et al., Médias et Censure (ouvrage collectif), Ed. Université de Liège, 2004
  - إعلام ورقابة. جامعة لييج 2004.
- Bush, le cyclone, Les lois économiques qui mènent à la guerre, la pauvreté et d'autres crimes, Oser dire, 2005
  - بوش، الإعصار، القوانين الاقتصادية التي تؤدي إلى الحرب، الفقر وجرائم أخرى، الجرأة على الكلام. 2005

## أفلامه
- Reportage avec Carlos Fittoria : Sous les bombes de l'Otan, 45', Bruxelles, 1999
  - تقرير مع كارلوس فيتوريا: «تحت قنابل الناتو» بروكسل 1999.
- Avec Vanessa Stojilkovic : Les Damnés du Kosovo ; documentaire, 78', Bruxelles, 2002
  - مع فانيسا ستوجيلكوفيتش: «ملاعين كوسوفو» بروكسل 2002.